# Wohnhaus Schnoor 14

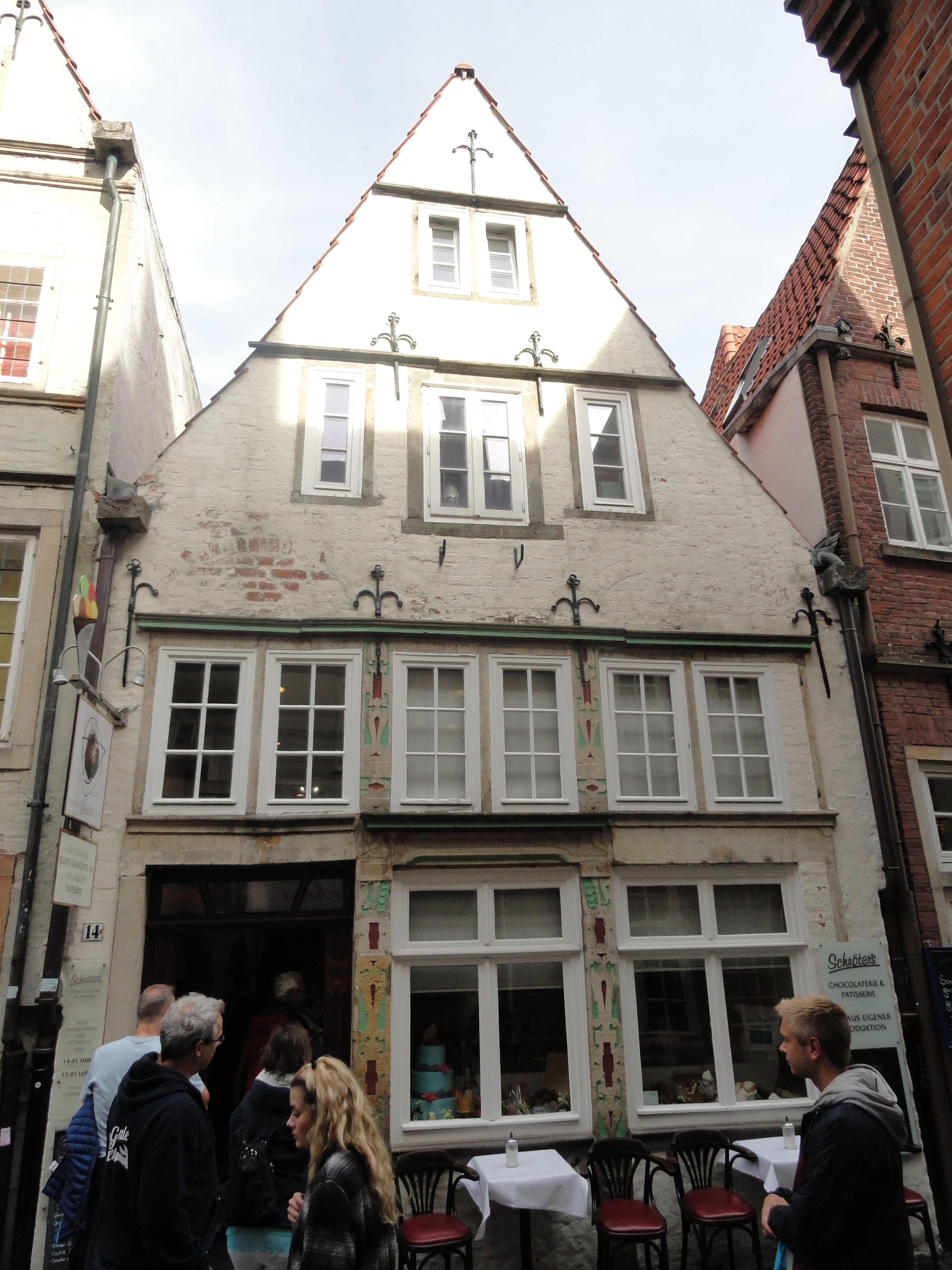
Schnoor 14

Das Wohnhaus Schnoor 14 befindet sich in Bremen, Stadtteil Mitte im Schnoorviertel, Schnoor 14. Es entstand um 1600.
Das Gebäude steht seit 1917/1973 unter Bremischen Denkmalschutz.

## Geschichte

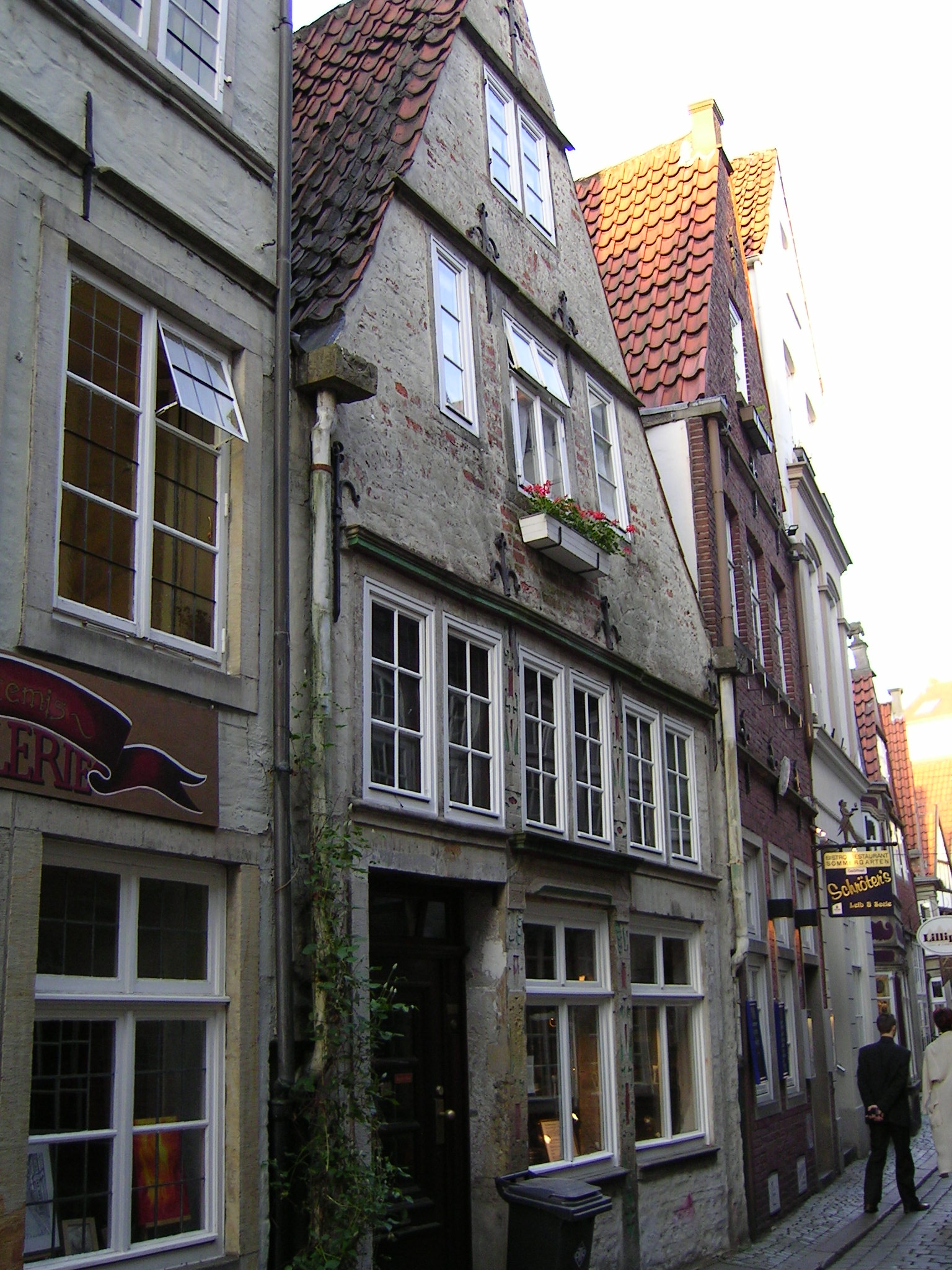
Schnoor 14

Die ursprüngliche Bevölkerung des Schnoors bestand überwiegend aus Flussfischern und Schiffern. In der Epoche des Klassizismus und des Historismus entstanden von um 1800 bis 1890 die meisten oft kleinen Gebäude. Im weiteren Verlauf wurde es zum Arme-Leute-Viertel, das in weiten Bereichen verfiel – vor allem nach dem Zweiten Weltkrieg.
1959 wurde von der Stadt ein Ortsstatut zum Schutz der erhaltenswerten Bausubstanz beschlossen. Die Häuser wurden dokumentiert und viele seit den 1970er Jahren unter Denkmalschutz gestellt. Ab den 1960er Jahren fanden mit Unterstützung der Stadt Sanierungen, Lückenschließungen und Umbauten im Schnoor statt.
Das zweigeschossige, verputzte Giebelhaus mit einem Satteldach und dem Fensterband im Obergeschoss wurde um 1600 in der Epoche des Barocks gebaut. Der Hofflügel in sichtbaren Fachwerk sowie bis 1999 ein Quergebäude stammen von 1770. Auf der Westseite des Hauses befindet sich ein Keller mit einem 1,80 m tiefen Brunnen. Das Erdgeschoss, bis 1827 noch ein Stall, wurde im 19. Jahrhundert als Werkstatt umgebaut. Hier waren u. a. eine Schmiede und eine Tischlerei. 1856 wohnte hier ein Scheidermeister und 1904 ein Dienstmann sowie ein Tischlermeister.
Seit 1925 war hier die Tischlerei Heinrich Hocke (1899–1963). Seine Frau Clara Hocke geb. Taphorn (1901–1981) war als Mudder Hocke bekannt. 1929 kauften, spielten und verliehen sie die erste Drehorgel. Sie besaßen zeitweise bis zu 21 Drehorgeln. Der Brauch des Fegens des Bremer Domshofs, später das Domtreppenfegen, wurde um 1890 in Bremen erwähnt. Hierbei fanden die Drehorgeln häufig ihren Einsatz. Beide zogen aber auch selbst an Wochenenden durch die Straßen in Bremen (Bevorzugt in der Neustadt und in Walle) und auch in Verden. Längere Zeit war hier die Drehorgelvermietung Hocke, bis die nächste Generation, das Ehepaar Decho-Hocke, sich zurückzog; jedoch wurden noch immer Drehorgeln verliehen. In den 1970er Jahren wurde das Haus saniert.
Heute (2018) wird das Haus und das Haus Schnoor 13 durch ein Restaurant (Schröter’s) und zum Wohnen genutzt.
Der niederdeutsche Straßenname Schnoor (Snoor) bedeutet Schnur: Hier stehen die Häuser wie an einer Schnur aufgereiht. Der Name kam aber durch das Schiffshandwerk und der Herstellung von Seilen und Taue (= Schnur).